# 瓜破遺跡
瓜破遺跡（うりわりいせき）は、大阪府大阪市平野区瓜破東4丁目4にある弥生時代の遺跡。「大阪市顕彰史跡」の48番になっている。

## 概要
大和川の川床を中心とする付近一帯の弥生時代の代表的な遺跡である。1939年（昭和14年）に大和川河床により採集された。前期から後期にかけての土器、石器、木器、銅鏃などが見つかっている。中国・王莽時代の貨泉（銅貨）も出土したため、中国の文化がこの地にまで影響していたこと思われる。遺跡の、花塚山およびゴマ堂山の2つの古墳が保存されている。所在地は、大阪府大阪市平野区瓜破6〜7丁目、瓜破南1〜2丁目、瓜破東1〜8丁目、瓜破西2丁目。